# Štefanje
 Štefanje  è un comune della Croazia di 2 347 abitanti della regione di Bjelovar e della Bilogora.